# Gore
Gore (pol. rozlana krew, zakrzepła krew; także: splatter, splatter – bryzgać) – podgatunek filmów grozy, który celowo skupia się na graficznym ukazaniu krwawych scen i przemocy. Produkcje te, zazwyczaj dzięki wykorzystaniu efektów specjalnych, eksplorują podatność ludzkiego ciała na uszkodzenia oraz teatralność jego okaleczeń. 
W języku angielskim na określenie kina gore używa się również terminu splatter cinema, który został ukuty przez George’a A. Romero w odniesieniu do jego filmu Świt żywych trupów (1978), choć krytycy zazwyczaj przypisują temu dziełu bardziej ambitne cele, takie jak komentarz społeczny, niż wyłącznie eksploatowanie przemocy dla niej samej.
Pojęcie spopularyzował John McCarty w swojej książce z 1981 Splatter Movies, opatrzonej podtytułem: Breaking The Last Taboo: A Critical Survey of the Wildly Demented Sub Genre of the Horror Film that Is Changing the Face of Film Realism Forever (pol. Łamanie ostatniego tabu: Krytyczne spojrzenie na szaleńczo wynaturzony podgatunek horroru, który na zawsze zmienia oblicze filmowego realizmu). Była to pierwsza znacząca publikacja, która próbowała zdefiniować i przeanalizować filmy typu gore. McCarty sugerował, że odzwierciedlają one szersze trendy w produkcji filmowej. Choć gatunek ten kojarzony jest głównie z ekstremalnymi horrorami, książka obejmuje także zróżnicowaną listę tytułów, głównie z lat 60. i 70. XX wieku, takich jak Kobiece kłopoty (1974) Johna Watersa, Siła magnum (1973) Teda Posta, Jabberwocky (1977) Terry’ego Gilliama czy western Straceńcy (1980) Waltera Hilla. Filmografia ta wskazuje, że twórcy tacy jak Sam Peckinpah czy Andy Warhol odegrali równie ważną rolę w rozwoju gatunku, co teatr Grand Guignol, filmy Hammer Films czy produkcje Herschella Gordona Lewisa.
Pod koniec XX i na początku XXI wieku użycie graficznej przemocy w kinie zaczęto określać mianem „torture porn” lub „gorno” (neologizm powstały z połączenia słów „gore” i „porno”). W przeciwieństwie do tego filmy takie jak Martwica mózgu (1992), Martwe zło II (1987), Zręczne ręce (1999) czy częściowo Świt żywych trupów ukazują nadmiar przemocy w sposób komediowy i wpisują się w kategorię tzw. splatsticku. 

## Charakterystyka
Według krytyka filmowego Michaela Arnzena, filmy gore „świadomie celebrują efekty specjalne gore jako formę sztuki”. W przeciwieństwie do typowych horrorów, które bazują na takich lękach, jak strach przed nieznanym, nadprzyrodzonym czy ciemnością, źródłem grozy w filmach gore jest fizyczne zniszczenie ciała i towarzyszący temu ból. W tego typu produkcjach szczególny nacisk kładzie się na warstwę wizualną, styl i technikę, w tym na dynamiczne, intensywne ruchy kamery.
Podczas gdy większość horrorów dąży do przywrócenia porządku społecznego i moralnego, gdzie dobro zwycięża nad złem, filmy gore cechuje brak uporządkowanej struktury. Arnzen zauważa, że „spektakl przemocy zastępuje jakiekolwiek próby narracyjnej spójności, ponieważ gore jest jedynym elementem filmu, który pozostaje konsekwentny”. Produkcje te często charakteryzują się fragmentaryczną narracją oraz chaotycznym stylem reżyserskim, na przykład „maniakalnymi montażami pełnymi subiektywnych ujęć kamery, dynamicznymi przejściami między ściganym a ścigającym, czy złowieszczymi zestawieniami kontrastujących obrazów”.

## Historia
Filmy gore wywodzą swoje estetyczne korzenie z francuskiego teatru Grand Guignol, który starał się realistycznie przedstawiać krwawe sceny przemocy i okrucieństwa dla swoich widzów. W 1908 teatr zadebiutował w Anglii, jednak ze względu na większe ograniczenia cenzuralne w Wielkiej Brytanii elementy gore zostały ograniczone na rzecz bardziej gotyckiego charakteru przedstawień.
Pierwsze realistyczne ukazanie okaleczenia ludzkiego ciała w kinie pojawiło się w filmie D.W. Griffitha Nietolerancja (1916). Produkcja ta zawiera wiele elementów przypominających estetykę Grand Guignol. 

### Rozwój gatunku

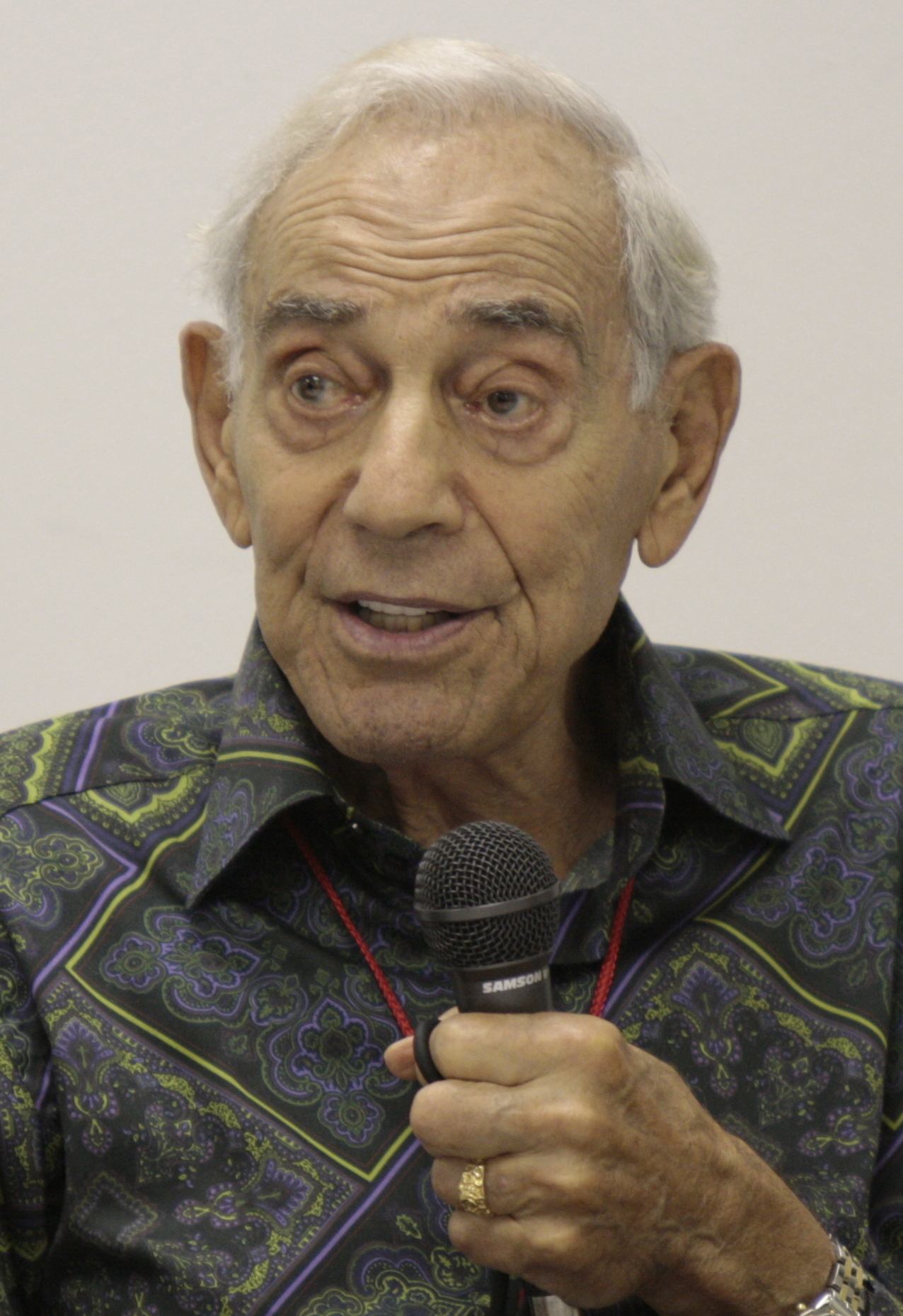
Herschell Gordon Lewis, reżyser filmu Święto krwi (1963), uważanego za pierwszy w historii film gore.

Gore wykształciło się jako osobny podgatunek horroru na początku lat 60., głównie dzięki twórczości Herschella Gordona Lewisa w Stanach Zjednoczonych. Chcąc utrzymać swoją niszę w kinie niezależnym, Lewis skupił się na tym, czego wciąż brakowało w kinie głównego nurtu – na dosłownym, brutalnym gore. W 1963 wyreżyserował Święto krwi (1963), który jest powszechnie uznawany za pierwszy film gore. Produkcja, której koszt wyniósł około 24 500 dolarów, odniosła ogromny sukces, zarabiając 4 miliony. Po Święcie krwi Lewis stworzył kolejne filmy gore: Dwa tysiące maniaków (1964) oraz Pomaluj mnie krwią (1965).
W latach 70. popularność filmów gore spotkała się z ostrą krytyką i reakcjami cenzorskimi w Stanach Zjednoczonych i Wielkiej Brytanii. W USA krytyk filmowy Roger Ebert potępił takie filmy, jak Pluję na twój grób (1978), a w Wielkiej Brytanii poseł Graham Bright wprowadził Video Recordings Act, który ustanowił system cenzury i certyfikacji filmów wydawanych na kasetach wideo. W wyniku tej ustawy wiele filmów gore zostało zakazanych i określanych w brytyjskiej prasie mianem „video nasties”.
Niektórzy twórcy gore z czasem zdobyli uznanie w głównym nurcie kina. Przykładem jest Peter Jackson, który rozpoczął swoją karierę w Nowej Zelandii od reżyserii filmów gore Zły smak (1987) i Martwica mózgu (1992). W tych produkcjach Jackson zastosował tak przesadny poziom gore, który stał się elementem komediowym. Produkcje tego typu określane są mianem „splatstick”, czyli połączenia komedii slapstickowej z motywami gore. Gatunek splatstick jest szczególnie popularny w Japonii, czego przykładem są takie filmy, jak Robo geisha (2009), Tokijska Policja Gore (2008) i The Machine Girl (2008).
Jednym z nowszych przykładów filmu gore jest Terrifier (2016) oraz jego kontynuacje, Terrifier 2 (2022) i Terrifier 3 (2024). Wszystkie trzy filmy stały się owiane złą sławą ze względu na swoją brutalność i obfitość scen gore. Dwa kluczowe przykłady to scena morderstwa Dawn przy użyciu piły ręcznej w Terrifier (gdzie Art Klaun przecina ją na pół) oraz scena zabójstwa Allie w jej sypialni w Terrifier 2 (gdzie Art w sposób teatralny brutalnie morduje Allie). Terrifier 2 zdobył reputację filmu tak brutalnego, że niektórzy widzowie zgłaszali przypadki wymiotów i omdleń podczas projekcji.

### Torture porn
W latach 2000-2009 powstały filmy, które łączyły elementy gatunków gore i slasher. Filmy te zostały przez krytyków i przeciwników określone mianem „torture porn”, a termin ten jest najczęściej przypisywany Davidowi Edelsteinowi, który uznawany jest za jego twórcę. Podobnie jak filmy gore, produkcje „torture porn” kładły duży nacisk na przedstawienie przemocy, gore, nagości, tortur, okaleczeń i sadyzmu.

Pierwszym filmem, który został nazwany „torture porn” przez krytyka Edelsteina, był Hostel (2006). Z czasem termin zaczęto stosować również do serii Piła i jej kontynuacji (choć twórcy tych filmów nie zgadzają się z takim określeniem), Bękartów diabła (2005), Wolf Creek (2005) oraz wcześniejszych produkcji, jak Gwałt (2000) czy Ichi zabójca (2001). Różnicą między tymi filmami a wcześniejszymi produkcjami gore jest fakt, że wiele z nich to filmy mainstreamowe, hollywoodzkie, które miały szeroką dystrybucję oraz stosunkowo wysokie budżety produkcyjne.

Hostel (2006) był pierwszym filmem określonym jako „torture porn”.

Podgatunek „torture porn” okazał się być bardzo dochodowy: Piła, która kosztowała 1,2 miliona dolarów, zarobiła ponad 100 milionów dolarów na całym świecie, a Hostel, którego produkcja pochłonęła mniej niż 5 milionów dolarów, zarobił ponad 80 milionów dolarów. Studio Lionsgate, odpowiedzialne za produkcję tych filmów, odnotowało znaczne zyski na rynku akcji dzięki sukcesowi kasowemu. Sukces finansowy tych filmów zapoczątkował falę podobnych produkcji, takich jak Turistas (2006), Hostel 2 (2007), Droga do piekła (2007) i Sadysta (2007), w których wystąpili Elisha Cuthbert i Daniel Gillies. W 2009 seria Piła stała się najbardziej dochodową serią filmów grozy wszech czasów, co skłoniło do powstania filmu The Collector (2009) w tym samym roku. Mimo tych sukcesów finansowych, termin „torture porn” jest postrzegany przez wielu krytyków, twórców i fanów jako pejoratywne określenie. Negatywne konotacje tego terminu zostały spotęgowane przez kontrowersyjne kampanie reklamowe. Plakaty i billboardy promujące Hostel 2 oraz Sadysta zostały skrytykowane za swoją graficzną treść i usunięte z wielu miejsc.
Reżyser Eli Roth, starając się bronić podgatunku, stwierdził, że użycie terminu „torture porn” przez krytyków „często mówi więcej o ograniczonym zrozumieniu tego, co filmy grozy mogą osiągnąć, niż o samym filmie”. Znany pisarz grozy Stephen King stanął w obronie Hostel 2, stwierdzając, że „dobre sztuki powinny sprawiać, że czujemy się niekomfortowo”. Reżyser George A. Romero z kolei zauważył, że nie rozumie filmów „torture porn”, ponieważ „brak im metaforycznego wymiaru”.
Sukces „torture porn” i jego rozwój w połowie i pod koniec lat 2000. doprowadził do przenikania do innych gatunków filmowych. Zjawisko to stało się widoczne w takich thrillerach kryminalnych jak Wiem, kto mnie zabił (2007) z Lindsay Lohan, Nieuchwytny (2008) z Diane Lane, czy w brytyjskim WΔZ (2007) ze Stellanym Skarsgårdem i Selmą Blair. Zjawisko to było również obecne w takich filmach jak Transfer (2007), Prawo zemsty (2009) czy Bez reguł (2010).
W połowie lat 2000. gote zyskało znaczną popularność w przemyśle filmowym za sprawą nowej fali francuskich filmów, określanych mianem Nowej Francuskiej Ekstremalności, które stały się międzynarodowo znane z powodu swojej ekstremalnej brutalności: Martyrs. Skazani na strach (2008), Kanibale (2007) i Najście (2007). W 2009 Lars von Trier wywołał kontrowersje swoim filmem Antychryst (2009), który na Festiwalu Filmowym w Cannes został określony mianem „torture porn” ze względu na sceny ekstremalnej przemocy fizycznej, seksualnej oraz samookaleczenia genitaliów. W tym samym roku raper Eminem nawiązywał do gatunku w swoim teledysku do singla 3 a.m.
Do 2009 popularność filmów z gatunku „torture porn” w amerykańskich kinach została w dużej mierze zastąpiona przez trend remaków oraz rebootów horrorów z minionych dekad. Produkcja takich filmów jak Świt żywych trupów (2004), Amityville (2005), Dom woskowych ciał (2005), Krwawe święta (2006), Halloween (2007), Krwawe walentynki 3D (2009), Piątek, trzynastego (2009), Wilkołak (2010), Opętani (2010) oraz Koszmar z ulicy Wiązów (2010) stała się dominującym zjawiskiem. Wiele z tych remaków, takich jak Teksańska masakra piłą mechaniczną (2003), Wzgórza mają oczy (2006) (i jego kontynuacja z 2007), Funny Games U.S. (2007), Ostatni dom po lewej (2009) oraz Bez litości (2010), zostało w recenzjach prasowych określonych mianem „torture porn”.
Pod koniec dekady, filmy takie jak Ludzka Stonoga (2009) i Srpski film (2010) stały się najbardziej znanymi produkcjami w tym podgatunku. Chociaż nie były tak finansowo udane jak Piła czy Hostel, oba tytuły zyskały kontrowersyjną uwagę w mediach m.in. ze względu na sceny przedstawiające przymusowe spożywanie odchodów oraz nekrofilię. Filmy te zostały ocenzurowane, aby mogły zostać wydane w Wielkiej Brytanii. Natomiast niektóre producje z gatunku, takie jak Murder-Set-Pieces (2004), Gurotesuku (2009) czy The Bunny Game (2011) zostały całkowicie zakazane przez British Board of Film Classification.
W miarę jak produkcja filmów „torture porn” stała się coraz mniej popularna w kinach, podgatunek ten przekształcił się w zjawisko związane głównie z rynkiem DVD, z filmami takimi jak Hostel 3 (2011), które zostały wydane bez szerokiej dystrybucji kinowej. Do innych nowszych filmów „torture porn” należą Would You Rather (2012), Kolekcjoner (2012), Truth or Dare (2013), Kto pilnuje Olivera (2017), Don't Click (2020), Hacksaw (2020) czy Host (2020).
W 2013 Steve Jones opublikował książkę Torture Porn: Popular Horror after Saw, analizującą zjawisko „torture porn” oraz towarzyszące mu kontrowersje.